# Yangel Herrera
Yangel Herrera est un footballeur international vénézuélien né le 7 janvier 1998 à La Guaira. Il évolue au poste de milieu défensif au Girona FC.

## Biographie

### En club
Il inscrit trois buts au sein du championnat du Venezuela lors de l'année 2016.
Le 31 janvier 2017, dans les toutes dernières heures du mercato d'hiver, il s'engage en faveur du club anglais de Manchester City. Deux semaines plus tard, le 14 février, il est prêté au club affilié du New York City FC qui entame alors sa troisième saison en Major League Soccer.
Lors de la saison 2018/2019 il est prêté par  Manchester City dans le club espagnol du SD Huesca.
En juillet 2019, il est de nouveau prêté, avec une option d'achat par Manchester City à Grenade. 
Le 2 août 2022, Yangel Herrera est cette fois prêté au Girona FC pour une saison.

### En équipe nationale
Il joue son premier match en équipe du Venezuela le 11 octobre 2016, contre le Brésil. Ce match perdu sur le score de 0-2 rentre dans le cadre des éliminatoires du mondial 2018.
Il participe ensuite avec les moins de 20 ans au Championnat de la CONMEBOL de football des moins de 20 ans en 2017. Lors de cette compétition, il inscrit un but contre le Pérou. Yangel Herrera officie comme capitaine de son équipe lors de ce tournoi.

## Statistiques

### En sélection nationale
| Saison                | Sélection             | Phases finales          | Phases finales | Phases finales | Phases finales | Éliminatoires CDM | Éliminatoires CDM | Éliminatoires CDM | Matchs amicaux | Matchs amicaux | Matchs amicaux | Total | Total | Total |
| Saison                | Sélection             | Compétition             | M              | B              | Pd             | M                 | B                 | Pd                | M              | B              | Pd             | M     | B     | Pd    |
| --------------------- | --------------------- | ----------------------- | -------------- | -------------- | -------------- | ----------------- | ----------------- | ----------------- | -------------- | -------------- | -------------- | ----- | ----- | ----- |
| 2015-2016             | Venezuela             | Copa América Centenario | 0              | 0              | 0              | -                 | -                 | -                 | 0              | 0              | 0              | 0     | 0     | 0     |
| 2016-2017             | Venezuela             | -                       | -              | -              | -              | 2                 | 0                 | 0                 | -              | -              | -              | 2     | 0     | 0     |
| 2017-2018             | Venezuela             | -                       | -              | -              | -              | 3                 | 1                 | 0                 | 1              | 0              | 0              | 4     | 1     | 0     |
| 2018-2019             | Venezuela             | Copa América 2019       | 3              | 0              | 0              | -                 | -                 | -                 | 6              | 0              | 0              | 9     | 0     | 0     |
| 2019-2020             | Venezuela             | -                       | -              | -              | -              | -                 | -                 | -                 | 3              | 1              | 1              | 3     | 1     | 1     |
| 2020-2021             | Venezuela             | Copa América 2021       | 1              | 0              | 0              | 3                 | 0                 | 1                 | -              | -              | -              | 4     | 0     | 1     |
| 2021-2022             | Venezuela             | -                       | -              | -              | -              | 2                 | 0                 | 0                 | 1              | 0              | 0              | 3     | 0     | 0     |
| 2022-2023             | Venezuela             | -                       | -              | -              | -              | -                 | -                 | -                 | 2              | 1              | 0              | 2     | 1     | 0     |
| 2023-2024             | Venezuela             | Copa América 2024       | 4              | 0              | 1              | 6                 | 0                 | 0                 | -              | -              | -              | 10    | 0     | 1     |
| Total sur la carrière | Total sur la carrière | Total sur la carrière   | 8              | 0              | 1              | 16                | 1                 | 1                 | 13             | 2              | 1              | 37    | 3     | 3     |